# عرفان أحمد (لاعب كريكت)
عرفان أحمد (27 فبراير 1998 بباكستان - ) هو لاعب كريكت صيني. شارك في دورة الألعاب الآسيوية 2010. وشارك مع منتخب هونغ كونغ للكريكت.

## وصلات خارجية
- عرفان أحمد على موقع إي آس بي آن كريك إنفو (الإنجليزية)